# Бріджит Брінк
Бриджит Енн Бринк, або Бріджит Брінк (англ. Bridget Ann Brink; нар. 1970, Мічиган) — американський дипломат. Колишній Надзвичайний і Повноважний Посол США в Україні (з 2.06.2022по 10.04.2025).

## Життєпис
Народилася 1970 року в сім'ї Джона і Ґвен Бринків у штаті Мічиган, США.
Здобула ступінь бакалавра політології в Кеньйон-коледжі (приватний гуманітарний коледж в Огайо) і два ступені магістра — з міжнародних відносин та політичної теорії — у Лондонській школі економіки. Крім англійської, володіє російською, сербською, а також грузинською і французькою мовами.
Дипломатичну кар'єру розпочала в Державному департаменті США 1996 року.
У 1997—1999 була консульським політичним співробітником у посольстві США в Белграді. До 2002 року Брінк працювала референтом із Кіпру, а до 2004 — спеціальним помічником заступника секретаря Держдепу США з політичних питань у Європі.
У 2005—2008 обіймала посаду політико-економічного керівника у Тбілісі. Після цього отримала посаду заступника директора у справах Південної Європи в Державному департаменті США.
У 2009—2010 працювала в президентській Раді національної безпеки як директор з Егейського моря і Південного Кавказу, де Брінк допомагала координувати зовнішню політику США й просувала їхні інтереси у відносинах із Туреччиною, Грецією, Кіпром, Грузією, Азербайджаном та Вірменією.
2011 року повернулася до Грузії як заступниця голови місії посольства США у Тбілісі. З 2014 до серпня 2015 обіймала посаду заступника голови місії в посольстві США в Ташкенті. У 2015—2018 була заступницею помічника держсекретаря в Бюро європейських та євразійських справ.
У 2018 році видання Foreign Policy повідомляло, що Брінк планували призначити послом США в Грузії, але урядГрузинської мрії відмовив їй через її ймовірну прихильність до колишнього президента Грузії і тодішнього лідера опозиції Міхеїла Саакашвілі.

### Посол у Словаччині
29 травня 2019 року призначена Надзвичайним і Повноважним Послом США у Словаччині. Вручила вірчі грамоти президенту Словаччини Зузані Чапутовій 20 серпня 2019. Обіймала посаду до 18 травня 2022 року.

### Посол США в Україні
У січні 2022 року одразу кілька авторитених американських ЗМІ повідомили, що Президент США Джо Байден з кількох кандидатур обрав Брінк для роботи на посаді Посла США в Україні. Але офіційно подання на призначення дипломатки не було підписане, оскільки український уряд поки не дав згоди.
У лютому Міністерство закордонних справ України повідомило, що запустило процедуру узгодження кандидатури Бріджит Брінк на посаду Посла США в Україні.
25 квітня 2022 року Брінк була офіційно номінована президентом Байденом на посаду посла. 18 травня кандидатура Брінк за підсумками слухань у комітеті Сенату із закордонних справ була рекомендована до затвердження на посаді. 19 травня Сенат США одноголосно затвердив дипломатку на посаді посла США в Україні.
Прибула до Києва 29 травня 2022 року. 30 травня 2022 року вручила вірчі грамоти в МЗС України.

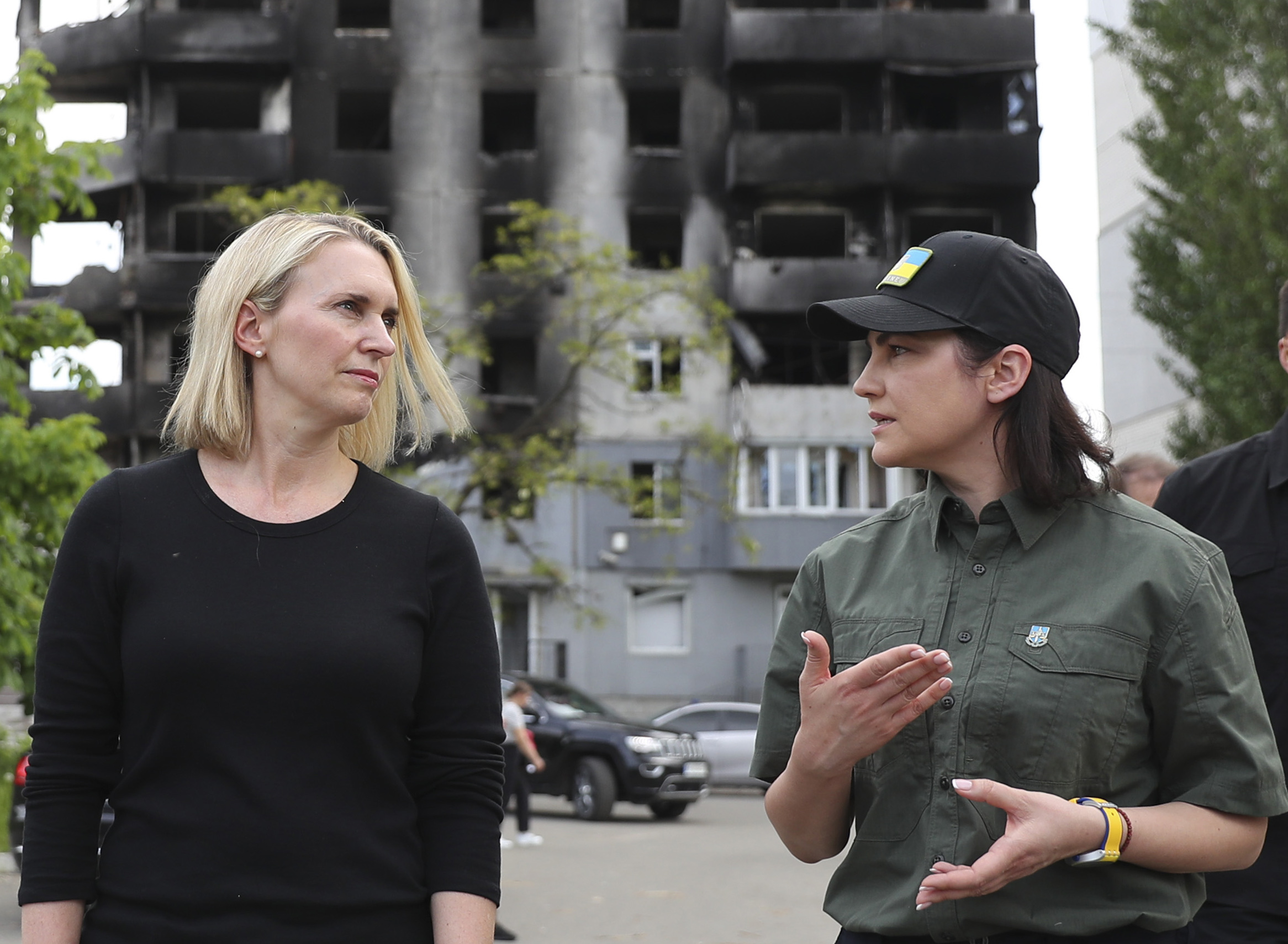
Брінк з Генеральною прокуроркою України Іриною Венедіктовою в Бородянці у червні 2022 року

2 червня 2022 року вручила вірчі грамоти Президенту України Володимиру Зеленському. У квітні 2025 року звільнилася з посади посла в Україні.
18 червня 2025 року Брінк оголосила, що балотуватиметься до Палати представників США від 7-го виборчого округу штату Мічиган, кинувши виклик чинному республіканцеві Тому Баррету.